# Strephonema pseudocola
Strephonema pseudocola är en tvåhjärtbladig växtart som beskrevs av A. Cheval.. Strephonema pseudocola ingår i släktet Strephonema och familjen Combretaceae. Inga underarter finns listade i Catalogue of Life.